# Link Wray
Fred Lincoln "Link" Wray Jr (Dunn, Carolina do Norte, 2 de maio de 1929 - Copenhage, Dinamarca, 5 de novembro de 2005) foi um guitarrista, compositor e ocasionalmente vocalista estadunidense.
Wray se tornou célebre por popularizar um novo som para a guitarra elétrica, exemplificado em seu hit instrumental de 1958 "Rumble", pioneiro no uso de um som distorcido na guitarra, e também por "inventar o power chord, o modus operandi mais característico do guitarrista moderno". Foi considerado o 45° maior guitarrista de todos os tempos pela revista americana Rolling Stone. Em 2013 e 2017 foi indicado ao Rock and Roll Hall of Fame.

## Biografia
Wray nasceu em 2 de maio de 1929, em Dunn, Carolina do Norte, filho de Fred Lincoln Wray, Sr. e Lillian Mae Wray (nascida Coats), que seu filho identificou como sendo Shawnee. Ele se lembra de ter vivido em condições muito duras durante a infância, em cabanas de barro, sem eletricidade ou aquecimento, indo para a escola descalço, quase sem roupa. Ele contou que sua família sofreu discriminação, inclusive momentos em que tiveram que se esconder da Ku Klux Klan.  Wray disse mais tarde: "Os policiais, o xerife, o dono da farmácia - todos eles eram da Ku Klux Klan. Eles colocam as máscaras e, se você fizer algo errado, eles o amarram a uma árvore e o chicoteiam ou matam."  Eles se listariam como brancos nos registros do censo. Três canções que Wray executou durante sua carreira foram batizadas em homenagem aos povos indígenas: "Shawnee",  Apache" e "Comanche".
Seus dois irmãos, Vernon (nascido em 7 de janeiro de 1924 - falecido em 26 de março de 1979) e Doug (nascido em 4 de julho de 1933 - falecido em 29 de abril de 1984), foram seus primeiros companheiros de banda.
Wray serviu no Exército dos EUA durante a Guerra da Coréia (1950–53). Contraiu tuberculose, que o internou por um ano. Sua estada terminou com a remoção de um pulmão, o que os médicos previram que significaria que ele nunca mais seria capaz de cantar.

## Carreira
Com base no som distorcido da guitarra elétrica dos primeiros discos, o primeiro sucesso de Wray foi o instrumental de 1958 "Rumble". O disco foi lançado pela Cadence Records (número de catálogo 1347) como "Link Wray & His Ray Men". "Rumble" foi banido em Nova York e Boston por medo de incitar a violência de gangues adolescentes, "rumble" sendo uma gíria para briga de gangues.
Antes, durante e depois de suas passagens pelas grandes gravadoras Epic e Swan, Wray lançou 45 músicas sob muitos nomes. Cansado da máquina de música corporativa, ele começou a gravar álbuns usando um estúdio de três pistas que converteu de um anexo na propriedade de seu irmão que seu pai usava para criar galinhas, em Accokeek, Maryland. Ele escreveu e gravou o LP Link Wray (1971), com o mesmo título, no qual escreveu sobre suas frustrações. Os Neville Brothers gravaram duas faixas dele, "Fallin' Rain" e "Fire and Brimstone".
Enquanto morava na área da baía de São Francisco no início dos anos 1970, Wray foi apresentado ao guitarrista do Quicksilver Messenger Service, John Cipollina, pelo baixista James "Hutch" Hutchinson. Posteriormente, ele formou uma banda inicialmente com o convidado especial Cipollina junto com a seção rítmica da banda Copperhead de Cipollina, o baixista Hutch Hutchinson e o baterista David Weber. Eles abriram para a banda Lighthouse no Whiskey a Go Go em Los Angeles de 15 a 19 de maio de 1974. Mais tarde, ele fez vários shows e transmissões de rádio na Bay Area, incluindo no KSAN e no Winterland Ballroom do promotor Bill Graham, com Les Lizama posteriormente substituindo Hutchinson no baixo. Ele excursionou e gravou dois álbuns com o artista Robert Gordon no final dos anos 1970. A década de 1980 até os dias atuais viu um grande número de reedições, bem como novos materiais. Um membro de sua banda na década de 1980, o baterista de sessão Anton Fig, mais tarde se tornou baterista da CBS Orchestra no Late Show with David Letterman. Em 1994, tocou em quatro canções do álbum Chatterton do roqueiro francês Alain Bashung. Ele lançou dois álbuns de novas músicas: Shadowman (1997) e Barbed Wire (2000).
Em novembro de 2017, a Easy Eye Records anunciou o futuro lançamento de duas gravações recentemente descobertas, "Son of Rumble", presumivelmente uma continuação de "Rumble" de 1958 e "Whole Lotta Talking", gravada em 1970. As gravações foram lançadas como um single de 45 rpm em abril de 2018.  Easy Eye lançou outro single de 45rpm de material recém-descobert /não lançado para RSD 2019, "Vernon's Diamond" b/w "My Brother, My Son". "Vernon's Diamond" foi gravada por volta de 1958-59 e é uma versão inicial de "Ace of Spades", e "My Brother, My Son" foi gravada nas mesmas sessões de "Whole Lotta Talking" em 1970. 

## Vida Pessoal e Morte

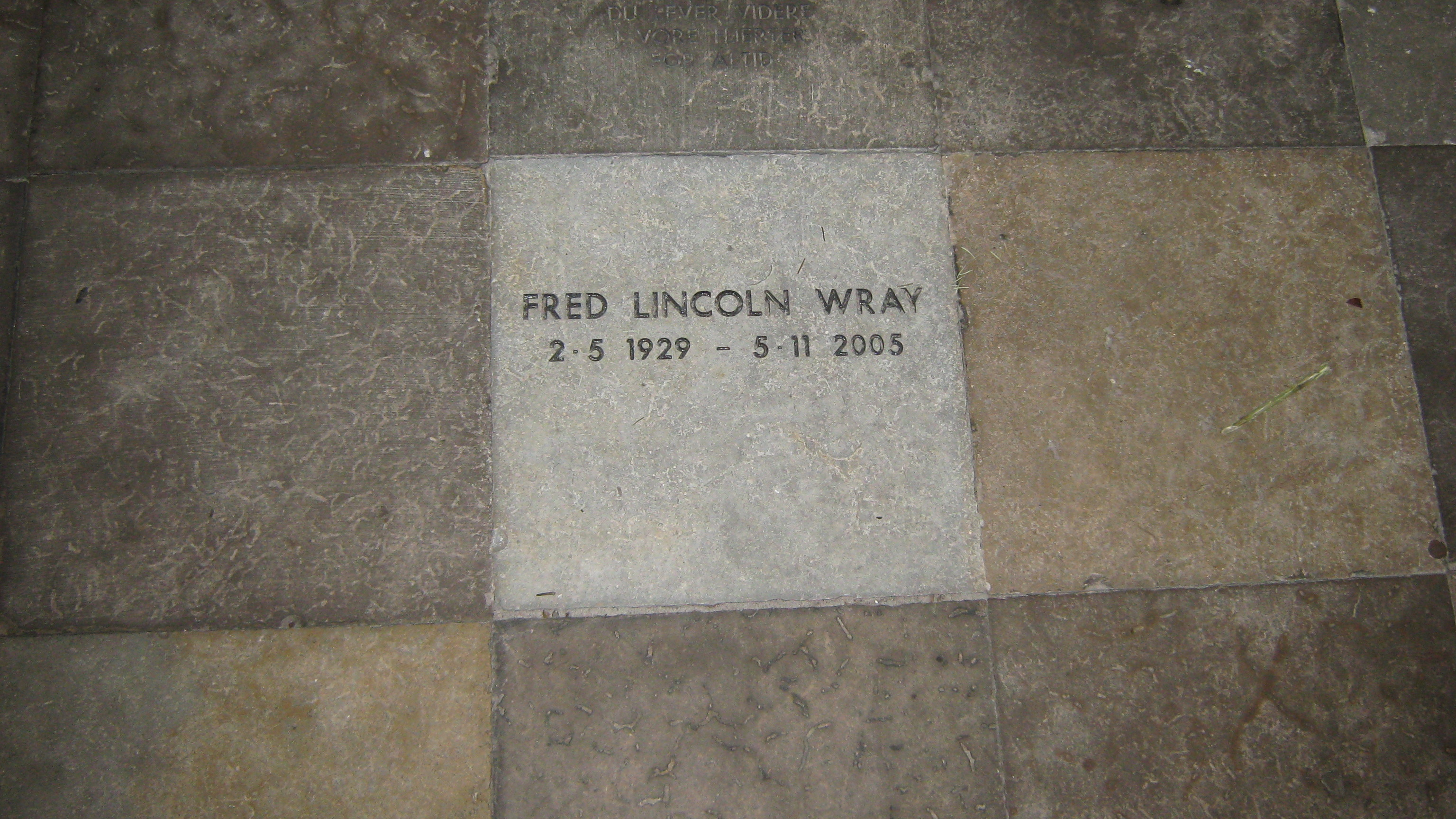
Túmulo de Link Wray

Os três primeiros casamentos de Wray, com Elizabeth Canady Wray, Ethel Tidwell Wray e Sharon Cole Wray, produziram oito filhos. No início dos anos 1980, Wray mudou-se para a Dinamarca e casou-se com Olive Povlsen, que se tornou sua empresária.
Wray morreu de insuficiência cardíaca em sua casa em Copenhague, em 5 de novembro de 2005, aos 76 anos  Deixou seus nove filhos, 24 netos e dois bisnetos.  Wray foi cremado e suas cinzas foram enterradas na cripta da Igreja Cristã em Copenhague.

## Estilo Musical e Legado
As gravações de Link Wray nos anos 1950 "combinavam country e rockabilly". Mais tarde, ele tocou garage rock influenciado pelo surf na década de 1960, swamp rock e country rock no início da década de 1970 e hard rock no final da década de 1970 em diante.
Wray é creditado com a invenção do power chord. De acordo com Cub Koda do AllMusic, as gravações instrumentais de Wray começando com "Rumble" até seus singles da Swan no início dos anos 1960 estabeleceram os planos para o "heavy metal, thrash, o que você quiser". "Rumble" facilitou o surgimento do "punk rock", segundo Jeremy Simmonds.

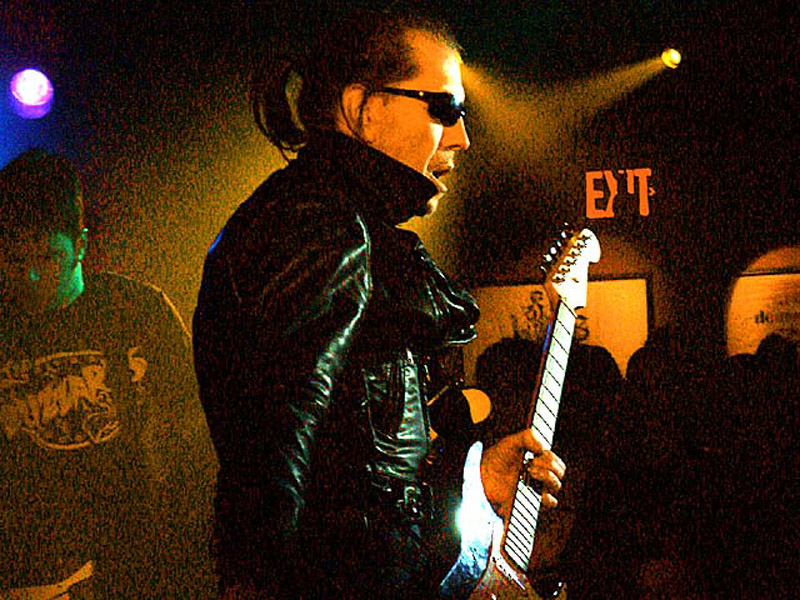
Wray no The Village Underground em Nova York (2003)

Wray influenciou uma ampla gama de artistas. Jimmy Page descreveu Link Wray como tendo uma "atitude realmente rebelde" e creditou a Wray no documentário It Might Get Loud como uma grande influência em seu início de carreira. De acordo com a Rolling Stone, Pete Townshend do The Who disse uma vez: "Se não fosse por Link Wray e 'Rumble', eu nunca teria pegado uma guitarra."  Mark E. Smith, do The Fall, escreveu em sua autobiografia: "As únicas pessoas que realmente admirei foram Link Wray e Iggy Pop. . . Caras como [Wray] são muito especiais para mim." Iggy Pop  e Neil Young  também citaram Wray como uma influência em seu trabalho.
Bob Dylan refere-se a Wray em sua canção "Sign Language", que gravou em dueto com Eric Clapton em 1975. Dylan e Bruce Springsteen tocaram a música "Rumble" de Wray em um show como uma homenagem ao influente músico após sua morte em 2005. Em 2007, o músico Steven Van Zandt introduziu Link Wray no Native American Music Hall of Fame com uma performance de tributo de seu neto Chris Webb e do artista nativo Gary Small.

## Discografia

### Singles[32]
| Lançamento                                                                        | Lado A                                                                                     | Lado B                                                                   | Gravadora                               | Número de Catálogo | Posição BillboardUS |
| --------------------------------------------------------------------------------- | ------------------------------------------------------------------------------------------ | ------------------------------------------------------------------------ | --------------------------------------- | ------------------ | ------------------- |
| Março de 1958                                                                     | "Rumble"                                                                                   | "The Swag"                                                               | Cadence                                 | 1347               | 16                  |
| Janeiro de 1959                                                                   | "Raw-Hide"                                                                                 | "Dixie-Doodle"                                                           | Epic                                    | 5-9300             | 23                  |
| Junho de 1959                                                                     | "Comanche"                                                                                 | "Lillian"                                                                | Epic                                    | 5-9321             |                     |
| Outubro de 1959                                                                   | "Slinky"                                                                                   | "Rendezvous"                                                             | Epic                                    | 5-9343             |                     |
| Fevereiro de 1960                                                                 | "Trail of the Lonesome Pine"                                                               | "Golden Strings" (Based on a Chopin etude)                               | Epic                                    | 5-9361             |                     |
| 1960                                                                              | "Roughshod" (lançado como Ray Vernon & The Raymen)                                         | "Vendetta" (lançado como Ray Vernon & The Raymen)                        | Scottie                                 | 1320               |                     |
| Outubro de 1960                                                                   | "Ain't That Lovin' You Babe"                                                               | "Mary Ann"                                                               | Epic                                    | 5-9419             |                     |
| Julho de 1961                                                                     | "Jack The Ripper"                                                                          | "The Stranger"                                                           | Rumble                                  | 1000               |                     |
| Agosto de 1961                                                                    | "El Toro"                                                                                  | "Tijuana"                                                                | Epic                                    | 5-9454             |                     |
| Novembro de 1961                                                                  | "Evil Angel" (Lado A por Ray Vernon)                                                       | "Danger One Way Love" (Lado B por Ray Vernon com Link Wray & His Raymen) | Rumble                                  | 1349               |                     |
| Abril de 1962                                                                     | "Poppin' Popeye"                                                                           | "Big City Stomp"                                                         | Trans Atlas                             | M-687              |                     |
| Outubro de 1962                                                                   | "Hold It" (lançado como Ray Vernon & The Raymen)                                           | "Big City After Dark" (lançado como Ray Vernon & The Raymen)             | Mala                                    | 456                |                     |
| Janeiro de 1963                                                                   | "Dancing Party"                                                                            | "There's a Hole in the Middle of the Moon"                               | Mala                                    | 458                |                     |
| Fevereiro de 1963                                                                 | "Hambone" (Lado A por Red Saunders & His Orchestra Com Dolores Hawkins & The Hambone Kids) | "Rumble Mambo" (Lado B por Link Wray & The Wraymen)                      | OKeh                                    | 4-7166             |                     |
| Março de 1963                                                                     | "Jack The Ripper" [relançamento]                                                           | "The Black Widow"                                                        | Swan                                    | S-4137             | 64                  |
| Setembro de 1963                                                                  | "Week End"                                                                                 | "Turnpike U.S.A."                                                        | Swan                                    | S-4154             |                     |
| Novembro de 1963                                                                  | "The Sweeper"                                                                              | "Run Chicken Run"                                                        | Swan                                    | S-4163             |                     |
| Fevereiro de 1964                                                                 | "The Shadow Knows"                                                                         | "My Alberta"                                                             | Swan                                    | S-4171             |                     |
| Julho de 1964                                                                     | "Deuces Wild"                                                                              | "Summer Dream"                                                           | Swan                                    | S-4187             |                     |
| Fevereiro 1965                                                                    | "Good Rockin' Tonight"                                                                     | "I'll Do Anything For You"                                               | Swan                                    | S-4201             |                     |
| Abril de 1965                                                                     | "I'm Branded"                                                                              | "Hang On"                                                                | Swan                                    | S-4211             |                     |
| nunca lançado/retirado da programação (originalmente definido para meados de1965) | "Please Please Me"                                                                         | "Rumble '65"                                                             | Swan                                    | S-4221             |                     |
| Julho de 1965                                                                     | "Baby, What'cha Want Me"                                                                   | "Walkin' Down the Street Called Love"                                    | Diamond                                 | D-186              |                     |
| Outubro de 1965                                                                   | "Girl from the North Country"                                                              | "You Hurt Me So"                                                         | Swan                                    | S-4232             |                     |
| Dezembro de 1965                                                                  | "Ace of Spades"                                                                            | "The Fuzz"                                                               | Swan                                    | S-4239             |                     |
| Fevereiro de 1966                                                                 | "Batman Theme" (com Bobby Howard)                                                          | "Alone"                                                                  | Swan                                    | S-4244             |                     |
| Julho de 1966                                                                     | "Hidden Charms"                                                                            | "Ace of Spades" (versão alternativa)                                     | Swan                                    | S-4261             |                     |
| Outubro de 1966                                                                   | "Let the Good Times Roll" (com Kathy Lynn)                                                 | "Soul Train"                                                             | Swan                                    | S-4273             |                     |
| 1967                                                                              | "Jack The Ripper" [relançamento]                                                           | "I'll Do Anything For You" [relançamento]                                | Swan                                    | S-4284             |                     |
| 1968                                                                              | "Rumble '68"                                                                               | "Blow Your Mind"                                                         | Heavy                                   | H-101              |                     |
| 1969                                                                              | "Rumble–69"                                                                                | "Mind Blower"                                                            | Mr. G (uma impressão de Audio Fidelity) | G-820              |                     |
| Julho de 1971                                                                     | "Fire and Brimstone"                                                                       | "Juke Box Mama"                                                          | Polydor                                 | PD-14084           |                     |
| Outubro de 1971                                                                   | "Fallin' Rain"                                                                             | "Juke Box Mama"                                                          | Polydor                                 | PD-14096           |                     |
| 1973                                                                              | "Shine the Light"                                                                          | "Lawdy Miss Clawdy"                                                      | Polydor                                 | PD-14188           |                     |
| 1973                                                                              | "I'm So Glad, I'm So Proud"                                                                | "Shawnee Tribe"                                                          | Virgin                                  | VS-103             |                     |
| 1974                                                                              | "I Got To Ramble" (Dedicado em memoria de Duane Allman)                                    | "She's That Kind of Woman"                                               | Polydor                                 | PD-14256           |                     |
| 1974                                                                              | "It Was a Bad Scene"                                                                       | "Backwoods Preacher Man"                                                 | Polydor                                 | 2066 366           |                     |
| 1975                                                                              | "I Know You're Leaving Me Now"                                                             | "Quicksand"                                                              | Virgin                                  | VS-142             |                     |
| Junho de 1979                                                                     | "It's All Over Now, Baby Blue"                                                             | "Just That Kind"                                                         | Charisma                                | CB-333             |                     |
| Abril de 2018                                                                     | "Son of Rumble"                                                                            | "Whole Lotta Talking"                                                    | Easy Eye                                | 566577-7           |                     |
| Abril de 2019                                                                     | "Vernon's Diamond"                                                                         | "My Brother, My Son"                                                     | Easy Eye Records                        | EES-009            |                     |

Wray foi um colaborador de destaque no single de Robert Gordon de 1977 "Red Hot" (Private Stock 45-156). O single alcançou a posição 83 na parada Billboard Hot 100.

### Álbuns
| Lançamento         | Título | Gravadora            | Número de Catálogo |
| ------------------ | --- | -------------------- | ------------------ |
| 1960 (EUA)         | Link Wray & The Wraymen | Epic                 | LN 3661            |
| 1962 (EUA)         | Great Guitar Hits by Link Wray and His Raymen | Vermillion           | LP-1924            |
| 1963 (EUA)         | Jack the Ripper | Swan                 | S-LP 510           |
| 1964 (EUA)         | Link Wray Sings and Plays Guitar | Vermillion           | LP-1925            |
| 1969 (EUA)         | Yesterday – Today | Record Factory       | LP-1929            |
| 1971 (EUA)         | Link Wray | Polydor              | PD-24-4064         |
| 1971 (EUA)         | Mordicai Jones (com Bobby Howard) | Polydor              | PD-5010            |
| 1973 (EUA)         | Beans and Fatback (gravado em 1971) | Virgin               | V-2006             |
| 1973 (EUA)         | Be What You Want To | Polydor              | PD-5047            |
| 1974 (EUA)         | The Link Wray Rumble | Polydor              | PD-6025            |
| 1974 (EUA)         | Listen to the Voices That Want to Be Free (com Joey Welz; gravado em 1969–70) [relançado em 2013 como Rumble & Roll on Rokarola/Music Avenue 250346] | Music City           | MCR-5003           |
| 1975 (EUA)         | Stuck in Gear | Virgin               | V-2050             |
| 1979 (EUA)         | Bullshot | Visa/Passport/Gem    | VISA 7009          |
| 1980 (EUA)         | Live at the Paradiso at the Paradiso, Amsterdam | Visa/Passport/Gem    | VISA 7010          |
| 1985 (Reino Unido) | Live in '85 | Big Beat             | WIK 42; CDWIK 972  |
| 1989 (Dinamarca)   | Born to Be Wild: Live in the U.S.A. 1987 | Line                 | LICD 9.00690       |
| 1989 (Reino Unido) | Rumble Man | Ace                  | CH 266             |
| 1990 (Reino Unido) | Apache | Ace                  | CH 286; CDCHD 931  |
| 1990 (Reino Unido) | Wild Side of the City Lights | Ace                  | CH 296; CDCHD 931  |
| 1993 (Dinamarca)   | Indian Child | Epic/Sony Music      | EPC 473100 2       |
| 1997 (Reino Unido) | Shadowman | Hip-O/UMe            | HIPD-40069         |
| 1997 (Reino Unido) | Walking Down a Street Called Love (live) | Cult Music/Cleopatra | CLP-9989           |
| 2000 (Reino Unido) | Barbed Wire | Ace                  | CDCHD 770          |
| 2019 (Reino Unido) | Link Sings Elvis | Ace                  | 10CHD 1553         |

### Compilações
| Lançamento         | Título | Gravadora          | Número de Catálogo |
| ------------------ | --- | ------------------ | ------------------ |
| 1978 (Reino Unido) | Link Wray: Early Recordings | Chiswick/Ace       | CH 6; CDCHD 1460   |
| 1982 (Reino Unido) | Good Rockin' Tonight | Chiswick/Ace       | CH 69; CDCHD 1460  |
| 1987 (Reino Unido) | Growling Guitar | Big Beat           | WIK 65; CDWIK 972  |
| 1989 (Reino Unido) | The Original Rumble: Plus 22 Other Storming Guitar Instrumentals                                                                         | Ace                | CDCH 924           |
| 1989 (Reino Unido) | The Swan Demos '64 (relançado em 2005 como Law of the Jungle! The Swan Demos '64 on Sundazed SC-6221)                                    | Hangman            | HANG-31 UP         |
| 1990 (Reino Unido) | Jack The Ripper (relançado em 1994 como Forevermore FVR-5002; e novamente em 2005 como Sundazed LP-5192)                                 | Hangman            | HANG-33 UP         |
| 1990 (EUA)         | Hillbilly Wolf: Missing Links Vol. 1 | Norton             | ED 210             |
| 1990 (EUA)         | Big City After Dark: Missing Links Vol. 2                                                                                                | Norton             | ED 211             |
| 1990 (EUA)         | Some Kinda Nut: Missing Links Vol. 3 | Norton             | ED 212             |
| 1992 (EUA)         | Walkin' With Link | Epic/Legacy        | EK 47904           |
| 1993 (EUA)         | Rumble! The Best of Link Wray | Rhino              | R2 71222           |
| 1995 (EUA)         | Guitar Preacher: The Polydor Years | Chronicles/Polydor | 527 717            |
| 1995 (EUA)         | Mr. Guitar: Original Swan Recordings | Norton             | CED 242            |
| 1997 (EUA)         | Streets of Chicago: Missing Links Volume 4                                                                                               | Norton             | ED 253             |
| 1997 (Reino Unido) | Robert Gordon with Link Wray / Fresh Fish Special                                                                                        | Ace                | CDCHD 656          |
| 1997 (Reino Unido) | The Swan Singles Collection 1963–1967 (relançado em 2004)                                                                                | Rollercoaster      | RCCD 3011          |
| 2002 (EUA)         | Slinky! The Epic Sessions '58–'61 | Sundazed           | SC-11098           |
| 2002 (Reino Unido) | Law of the Jungle | Ace                | CDCHD 837          |
| 2004 (Reino Unido) | "They're Outta Here", Says Archie (primeira edição do inédito álbum da Cadence de 1958, rejeitado pelo chefe da gravadora Archie Bleyer) | Rollercoaster      | RCCD 3032          |
| 2006 (EUA)         | White Lightning: Lost Cadence Sessions '58                                                                                               | Sundazed           | SC-11137           |
| 2007 (Reino Unido) | King of the Wild Guitar | Ace                | CDCHD 1143         |
| 2007 (Reino Unido) | The Pathway Sessions (inclui os álbuns: Apache, Wild Side of the City Lights)                                                            | Ace                | CDCHD 1154         |
| 2015 (Reino Unido) | 3-Track Shack (inclui os álbuns: Link Wray, Mordicai Jones, Beans and Fatback)                                                           | Ace                | CDCH2 1451         |

### ComRobert Gordon[34]
| Lançamento | Título                                        | Gravadora                                        | Número de Catálogo                         |
| ---------- | --------------------------------------------- | ------------------------------------------------ | ------------------------------------------ |
| 1977 (EUA) | Robert Gordon with Link Wray                  | Private Stock/RCA Victor/One Way/Culture Factory | PS 2030; AFL1-3296; OW-34493; 850703003880 |
| 1978 (EUA) | Fresh Fish Special                            | Private Stock/RCA Victor/One Way/Culture Factory | PS 7008; AFL1-3299; OW-34491; 850703003873 |
| 2014 (EUA) | Robert Gordon/Link Wray: Cleveland '78 (live) | Rock-A-Billy/Cleopatra                           | CLP-CD-1952                                |